# تيموثي د. روز
تيموثي د. روز (بالإنجليزية: Timothy M. Rose)‏ هو ممثل أمريكي، ولد في 17 يوليو 1956 في الولايات المتحدة.

## أعمال

### أفلام
- (1983)  عودة الجيداي[2]
- (2015)  القوة تنهض[3]

## وصلات خارجية
- تيموثي د. روز على موقع IMDb (الإنجليزية)
- تيموثي د. روز على موقع قاعدة بيانات الفيلم (الإنجليزية)